# Arno Arthur Wachmann
| 1465 Autonoma | 20 marzo 1938    |
| 1501 Baade    | 20 ottobre 1938  |
| 1586 Thiele   | 13 febbraio 1939 |

Arthur Arno Wachmann (Amburgo, 8 marzo 1902 – Amburgo, 24 luglio 1990) è stato un astronomo tedesco.
Con Arnold Schwassmann co-scoprì le comete periodiche 29P/Schwassmann-Wachmann, 31P/Schwassmann-Wachmann e 73P/Schwassmann-Wachmann e con Arnold Schwassmann e Leslie Copus Peltier la cometa non periodica C/1930 D1 (Peltier-Schwassmann-Wachmann).
L'asteroide 1704 Wachmann porta il suo nome.